# PeopleSoft
PeopleSoft, Inc. was een groot softwareconcern, dat zich voornamelijk bezighield met het produceren en ondersteunen van administratieve software. Het was opgericht in 1987 door Dave Duffield en Ken Morris en had een hoofdkantoor in 
Pleasanton, Californië. In januari 2005 werd het bedrijf overgenomen door Oracle Corporation voor $ 10,3 miljard en werd het softwarebedrijf binnen het Oracle-concern geïntegreerd.